# Pitici și tătici
Pitici și Tătici este un serial de comedie difuzat de către Prima TV între anii 2003 și 2004. Serialul cuprinde două sezoane cu un total de 35 de episoade.

## Povestea
Trei prieteni doresc să-și înscrie copilașii la grădiniță. Unul dintre ei este parlamentar și cu ajutorul său vor reuși să îi înscrie la o grădiniță cu circuit închis (de stat, dar foarte selectivă) ce aparține de Senatul României.
Aici cei trei se întâlnesc cu o domnișoară divorțată care dorește și ea să își înscrie fetița. Bineînteles că în jurul doamnei se vor crea multiple povești amoroase susținute sau încurcate chiar de către bebeluși. Atât între părinți, dar mai ales între copii, vor apărea tot felul de relații, de intrigi si situații comice.

## Distribuția

### Personaje
- Grig Chiroiu
- Toni Ionescu
- Bogdan Dumitrescu
- Zamzu (Constantin Zamfirescu)
- Laura Marinescu (Ligia Stan)
- Fefe (Felicia Dumitrescu)

### Copiii
- Mihnea Chiroiu - voce Mircea Badea
- Adina Chiroiu - voce Iulia Frățilă
- Luca Dumitrescu - voce Oreste
- Crenguța Ionescu - voce Maria Buză, Daniela Ioniță
- Bianca Marinescu - voce Andreea Raicu

### Personaje episodice
- Dana, bona copiilor lui Grig (Simona Stoicescu)

## Lista episoadelor

### Sezonul 1
| Nr. Ep. | În sezon | Titlu               |
| ------- | -------- | ------------------- |
| 1       | 1        |                     |
| 2       | 2        |                     |
| 3       | 3        |                     |
| 4       | 4        | Toni încurcă lume   |
| 5       | 5        | Profa' cea nouă     |
| 6       | 6        | Bal mascat          |
| 7       | 7        | Vrăjile             |
| 8       | 8        | De 3 ori bărbat     |
| 9       | 9        | Singuri prin oraș   |
| 10      | 10       | Excursia            |
| 11      | 11       |                     |
| 12      | 12       |                     |
| 13      | 13       | Există Moș Niculae! |
| 14      | 14       | Logodna             |
| 15      | 15       | Surpriza            |

### Sezonul 2
| Nr. Ep. | În sezon | Titlu                       |
| ------- | -------- | --------------------------- |
| 16      | 1        |                             |
| 17      | 2        | Negocierile                 |
| 18      | 3        | Mărțișor                    |
| 19      | 4        | Ziua femeii                 |
| 20      | 5        | Demascarea                  |
| 21      | 6        | A fi sau a nu fi...cu Laura |
| 22      | 7        | Amnezie                     |
| 23      | 8        | Actele buclucașe            |
| 24      | 9        | Poveste de Paște            |
| 25      | 10       |                             |
| 26      | 11       | Pușcăria veselă             |
| 27      | 12       | Tentație brună              |
| 28      | 13       | Afacerea secolului          |
| 29      | 14       | Clovnul                     |
| 30      | 15       | Clovnul lovește din nou     |
| 31      | 16       | Peruca                      |
| 32      | 17       | Lenjeria                    |
| 33      | 18       | Al șaselea simț             |
| 34      | 19       | Investiția                  |
| 35      | 20       | Surpriza surprizelor        |